# Павленко Георгій Миколайович
Георгій Миколайович Павленко (нар. 13 вересня 1929, селище Моспине, нині місто Донецької області) — український радянський діяч, машиніст обертових печей Балаклійського цементно-шиферного комбінату, новатор виробництва. Герой Соціалістичної Праці (1973). Кандидат у члени ЦК КПУ у 1971 — 1976 р. Член ЦК КПУ у 1976 — 1981 р.

## Біографія
З 1950-х років працював машиністом обертових печей Балаклійського цементно-шиферного комбінату імені 50-річчя СРСР Харківської області. За його ініціативою на комбінаті кожен машиніст почав обслуговувати замість однієї дві обертові печі, що дало змогу ввести до ладу технологічну лінію без збільшення штатів.
Член КПРС з 1960 року.
Обирався депутатом Харківської обласної ради.
Потім — на пенсії в місті Балаклії Харківської області.

## Нагороди
- Герой Соціалістичної Праці (1973)
- два ордени Леніна (,1973)
- ордени
- медалі